# RoadRunner
RoadRunner ist ein Java Programm zur Beobachtung von Informationen von HTML-Seiten. Dazu werden die Gemeinsamkeiten und Unterschiede der HTML-Seiten analysiert und daraus wird, falls möglich, ein (union-freier) regulärer Ausdruck berechnet, der die Unterschiede der Dateien beschreibt. Dieser reguläre Ausdruck wird abschließend verwendet, um die Unterschiede aus den HTML-Dateien zu extrahieren. Also ist RoadRunner ein Generator, der automatisch Grammatik basierte Wrapper erzeugt.

## Beispiel
Eine Buch-Katalog Homepage bestehe aus mehreren HTML-Seiten, die eine gemeinsame Grundstruktur besitzen, wie z. B. ein einheitliches Seiten- und Tabellenlayout. Die Seiten unterscheiden sich darin, das jede Seite eine Tabelle von 1 bis 20 Einträgen zu verschiedenen Büchern enthält. Das Ziel sei nun, die Buchdaten (Autor, Titel usw.) automatisch aus den Seiten zu extrahieren.
Dafür wird eine repräsentative Menge von Katalog-Seiten heruntergeladen, welche von RoadRunner analysiert wird. Als Ausgabe erzeugt das Programm den regulären Ausdruck (ABC)+, welcher die Labels A, B und C enthält und eine XML-Datei mit den extrahierten Daten für jedes Label.
Beispiel von extrahierten Daten in Tabellenform:
| Label | Datum          |
| ----- | -------------- |
| A     | Max Frisch     |
| B     | Homo Faber     |
| C     | 1965           |
| A     | Stefan Zweig   |
| B     | Der Amokläufer |
| C     | 1930           |
| ...   | ...            |

Nach einem Blick auf die extrahierten Daten kann den gefundenen Labels manuell eine Semantik zugeordnet werden:
| Label | Bedeutung |
| ----- | --------- |
| A     | Autor     |
| B     | Titel     |
| C     | Jahr      |